# Федеральная грузовая компания
АО «Федера́льная грузова́я компа́ния» (АО «ФГК») — оператор грузовых железнодорожных перевозок в России. Полное именование — Акционерное общество «Федеральная грузовая компания». Краткое именование — АО «ФГК». Центральный офис расположен в Екатеринбурге.
До 13 ноября 2012 года компания именовалась — ОАО «Вторая грузовая компания» (ОАО «ВГК»). 
По состоянию на август 2022 года парк грузовых вагонов насчитывает 123,5 тыс. единиц, по этому показателю компания находится на первом месте в России.

## История
В 2010 году в России стартовала реформа вагонного хозяйства с целью создания рыночной конкурентной среды между собственниками и операторами вагонного парка, установления прозрачных механизмов ценообразования на услуги по перевозке грузов. ОАО «ВГК» образовано в ходе реформирования ОАО «Российские железные дороги» как универсальный общесетевой оператор грузового подвижного состава. Решение о создании дочернего общества в сфере грузовых перевозок было принято советом директоров ОАО «РЖД» 26 августа 2010 года.
24 сентября 2010 года компания с уставным капиталом 46,4 млрд рублей была зарегистрирована в Екатеринбурге, по настоянию губернатора области Александра Мишарина.
Одним из условий регистрации ОАО «ВГК» в регионе было внесение в октябре 2010 года Свердловской областной думой изменений в положения регионального закона «Об установлении на территории Свердловской области налога на имущество организаций», предполагающих освобождение от уплаты налога на имущество сроком на три года предприятиям, которые ввели в эксплуатацию железнодорожные вагоны в 2010 году.
1 октября 2010 года ОАО «ВГК» начало хозяйственную деятельность. С середины февраля 2011 года начата операционная деятельность компании.
13 ноября 2012 года состоялась государственная регистрация изменений в устав Общества, в соответствии с которыми новым фирменным наименованием ОАО «ВГК» является — открытое акционерное общество «Федеральная грузовая компания» (ОАО «ФГК»).
В 2016 году Компания начала реализацию программы комплексного транспортного обслуживания промышленных предприятий. Оказывая услуги КТО, Компания повышает эффективность работы промышленных предприятий на полигонах Московской, Октябрьской, Северной, Северо-Кавказской, Свердловской, Юго-Восточной, Южно-Уральской железных дорог. В 2017-2020 гг на объектах КТО погружено 681 тыс. вагонов. В 2020 году погружено 279 540 вагонов, рост к 2019 году составил 15%. Благодаря развитию проекта, на площадках создано свыше 300 рабочих мест. В 2020 году в рамках развития КТО Компания начала предоставлять услуги локомотивной тяги собственными тепловозами, что также содействует улучшению бизнес-процессов клиентов.
В 2020 году АО «ФГК» запустило новую услугу по ускоренной доставке грузов в рамках сервиса «Грузовой экспресс», а также апробировало новую технологию контрейлерных перевозок с использованием погрузочной корзины. В этом же году осуществлена первая контрейлерная перевозка по маршруту: Сосногорск–Воркута–Сосногорск. На Забайкальской железной дороге, начиная с сентября 2020 года, внедрена новая технология по перевозке угля в Китай в контейнерах open top. АО «ФГК» выступает оператором перевозки.

## Подвижной состав
Уставный капитал компании был полностью сформирован в течение одного года (к 24 сентября 2011 года). ОАО «РЖД» передало в ВГК 156 400 собственных вагонов, а также 23 700 вагонов, находящихся на момент формирования компании в лизинге у РЖД (на условиях договора сублизинга). Общий объём вагонного парка ВГК в 2012 году составлял 180 142 единицы. Существенное сокращение числа старых полувагонов произошло в 2016 году после запрета продлевать срок их эксплуатации, введённого в России в 2016 году.
В 2017 году общий вагонный парк АО «ФГК» насчитывает 162,2 тыс. единиц подвижного состава. В том числе полувагоны — 122,8 тыс. ед. (наиболее востребованный в РФ вид подвижного состава); крытые вагоны — 14,4 тыс. ед.; платформы — 9 тыс. ед.; цистерны — 16 тыс. ед. Ввиду досрочного расторжения арендного соглашения с 1 ноября 2017 года ФГК возвращает из аренды дочерней структуре Уралвагонзавода, компании «УВЗ-логистик», 27,2 тыс. полувагонов. Данное обстоятельство сократило возможности ФГК по обслуживанию грузоперевозок. После этой потери у ФГК осталось около 90 тыс. полувагонов, что является наивысшим показателем среди грузовых компаний России.
В 2017 году ФГК купила около 22 тыс. вагонов, включая 19,5 тыс. обычных и инновационных полувагонов. Списание составило 7 тыс. полувагонов. В 2018 году Федеральная грузовая компания провела экспериментальную перевозку зерна в 184 полувагонах с использованием специального продовольственного вкладыша. Эксперимент был признан в РЖД удачным и рекомендован к распространению на сети РЖД.
На декабрь 2023 года общий вагонный парк компании — 131,3 тысяч единиц. В их число входят: полувагоны (106,3 тыс. ед.), цистерны (6,1 тыс. ед.), крытые вагоны (1,8 тыс. ед.), универсальные, фитинговые, скоростные, контрейлерные платформы (17,2 тыс. ед.).
В мае 2020 года в первый рейс из Москвы в Новосибирск отправилась новая контрейлерная платформа ФГК с инновационным средством крепления многооборотным (СКМ) для погрузки, перевозки и разгрузки полуприцепов без тягача, которое разработал по заказу компании ВНИИЖТ. Данная технология не требует использования равновысокой боковой или торцевой платформы на станциях отправления и назначения.
ФГК как один из крупнейших игроков на рынке операторов грузоперевозок находится под особым контролем Федеральной антимонопольной службы.
По состоянию на август 2022 года в парке компании - 123,5 тыс. грузовых вагонов, в том числе 106,6 тыс. полувагонов и 10,9 тыс. универсальных платформ.

## Деятельность
АО «ФГК» предоставляет услуги по транспортировке грузов, в том числе: круглосуточное диспетчерское наблюдение, экспедирование и контроль грузов в железнодорожном и мультимодальном сообщениях, тарифообразование, маркетинговое и юридическое сопровождение проектов. Осуществляет как повагонные, так и маршрутные отправки по всей России.
Основная масса перевозимых Компанией грузов предназначена для нужд топливно-энергетического комплекса и жилищно-коммунального хозяйства, строительной, металлургической, сельскохозяйственной и других ключевых отраслей российской экономики. За 10 лет существования АО «ФГК» в вагонах оператора перевезено 1,5 млрд т грузов. 
Планируя работу своего парка, Компания учитывает потребности в перевозках грузов, необходимых для реализации важнейших инфраструктурных проектов страны. За свою историю АО «ФГК» приняло активное участие в проектах по обустройству нефтегазовых месторождений, строительству и поддержанию инфраструктуры трубопроводного транспорта и ЖКХ, модернизации БАМа и Транссиба, строительству федеральных автомобильных трасс и крупных спортивных объектов, в том числе объектов сочинской Олимпиады и Чемпионата мира по футболу.
АО «ФГК» развивает услуги комплексного транспортного обслуживания — по состоянию на август 2022 года на территории России функционировали 14 производственных площадок, на 3 участках с 2020 года предоставляются услуги локомотивной тяги собственными тепловозами (в парке Компании - 4 маневровых тепловоза).
Чистая прибыль АО "Федеральная грузовая компания" (ФГК) по РСБУ выросла в 2022 году в 6,5 раза, до 41,3 млрд руб. с 6,4 млрд руб. за 2021 год. Выручка компании — 99,3 млрд руб., валовая прибыль — более 56 млрд руб., прибыль от продаж — 50,9 млрд руб.

## Структура
Открыты 14 филиалов и агентств транспортного обслуживания на всем полигоне российских железных дорог. Представительства АО «ФГК» имеются в Москве.

## Собственники и руководство
Основным учредителем и владельцем обыкновенных акций АО «ФГК» является Открытое акционерное общество «Российские железные дороги». Акционерному обществу «РЖД Управление активами» (до смены наименования 26.06.2020 — акционерное общество «КРП-инвест») принадлежит одна обыкновенная акция компании.
Генеральный директор — Дмитрий Мурев.
Руководители компании в разные годы:
- 2010-2015 — Евдокименко Виталий Михайлович
- 2015-2018 — Тайчер Алексей Роменович
- 2018-2024 — Воронович Виктор Казимирович
- 2024-2025 — Дреничев Андрей Михайлович
- С августа 2025 — Мурев Дмитрий Иовчович

## Критика
В докладе о состоянии конкуренции в России за 2016 год глава ФАС Игорь Артемьев сообщал о жалобах ряда грузоотправителей на высокие ставки ФГК на услуги по предоставлению грузовых вагонов. В адрес Федеральной грузовой компании звучала критика в связи с непредоставлением вагонов и полувагонов грузоотправителям для перевозок по действующим рыночным ставкам и отказом от заключения долгосрочных контрактов, что влечёт за собой срыв обязательств грузоотправителей по доставке продукции потребителям. Критиковалась компания и за нежелание перевозить своим парком низкодоходные грузы и мелкие партии грузов. Большое число жалоб об этом направлялись как в ФГК, так и в Правительство России. Реагируя на критику, генеральный директор ФГК Алексей Тайчер пояснял, что ставки операторов в 2017 году в целом переживают рост в связи с изменением баланса парка полувагонов на сети РЖД (дефицит от 30 до 55 тыс. полувагонов), а «ценовое предложение ФГК является одним из самых привлекательных на рынке, вследствие чего спрос на их услуги превышает предложение в полтора-два раза». Большое количество полувагонов ФГК задействовано на перевозке угля из Кузбасса в порты Балтики и Дальнего Востока. Вагонами-зерновозами компания не располагает. С 2015 года под эгидой РЖД действует Электронная торговая площадка (ЭТП), где грузовладельцы могут оставить заявку на перевозку, а операторы подвижного состава — ознакомиться с имеющимся спросом на перевозки. Информация ЭТП не обязывает к выполнению перевозки, и ввиду объективного дефицита вагонов заявки могут долго оставаться без удовлетворения. В среднем время формирования ответа на запросы клиентов в ЭТП составляет 5 секунд. 90 % вагонного парка на площадку предоставляет ФГК, к 9 ноября 2017 года число заказанных у ФГК через ЭТП вагонов достигло 39 тыс.
После критики 2017 года ФГК, исполняя поручение президента Путина на аграрном на совещании в Воронеже, с мая 2018 года приступила к перевозкам зерна в полувагонах в составе грузовых экспрессов со сроком доставки до 3,4 суток.
В декабре 2021 дефицит вагонов создал риски прекращения работы расположенного в Татарстане поставщика железобетонных конструкций для нефтяных компаний. 
По словам Президента Татарстана причиной дефицита является то, что крупнейшие собственники вагонов РЖД и ФГК не предоставляют полувагоны в достаточном количестве, мотивируя это необходимостью выполнения иных задач, поставленных государством.